# Benjamín Fernández y Medina
Benjamín Fernández y Medina (Montevideo, 31 de marzo de 1873-Madrid, 28 de julio de 1960) fue un escritor, periodista y diplomático uruguayo.

## Actividad como político

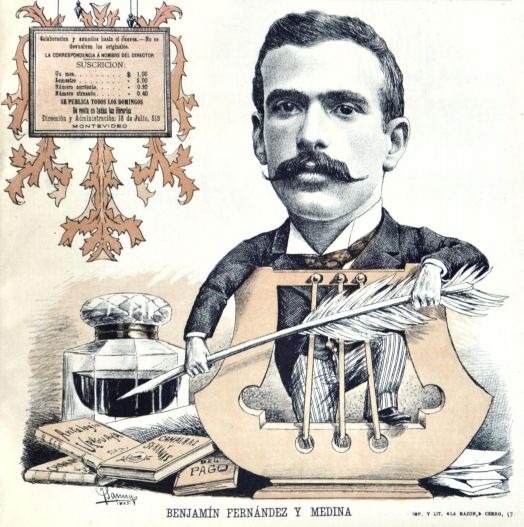
Caricaturizado en Montevideo Cómico

En 1897 fue secretario de la Jefatura de Policía de Montevideo.
Tuvo altos cargos en los Ministerios del Interior y de Relaciones Exteriores de Uruguay y estuvo también destacado en las delegaciones en Alemania, Holanda, España y Cuba. Falleció en 1960 en Madrid.

## Actividad como autor
Fue miembro de la Real Academia Sevillana de Buenas Letras y de la Real Sociedad Económica de España. Fundó en Montevideo el Instituto Histórico y Geográfico del Uruguay. Cumplió tareas como periodista y luego como redactor en el diario El Bien. En 1892 fundó la Revista Uruguaya y en 1900 Rojo y Blanco.
Entre sus publicaciones se encuentran también los siguientes títulos: Antología uruguaya (tomos 1 y 2), Diálogos, monólogos y otras composiciones para recitar, Segundo libro de monólogos, La beneficencia en el Uruguay, El comercio en el Uruguay, desde sus orígenes hasta la creación del Consulado, Las huelgas (folleto), Proyecto de código de policía para la República Oriental del Uruguay y Folklore del Uruguay.

## Obras
- Charamuscas (1892), obra que incluye diversas narraciones, algunas de las cuales son de ambiente criollo.
- Cuentos del pago (1893) narraciones breves
- Antología uruguaya (1894)
- Uruguay: cuentos y narraciones de autores uruguayos contemporáneos (1895), recopilación de cuentos gauchescos de diversos autores
- Místicas: Poesías traducidas y originales (1895), libro de poemas
- La imprenta y la prensa en el Uruguay desde 1807 á 1900 (1900), ensayo
- Camperas y serranas (1912)